# Meloidae
Meloidae hay bọ cánh cứng phồng rộp (do hợp chất cantharidin mà chúng tiết ra có thể gây phồng rộp) là một họ bọ cánh cứng (Coleoptera). Họ này có khoảng 7.500 loài đã được biết đến trên khắp thế giới. Đa số chúng rất dễ nhận thấy và một số khác thì có màu đặc trưng thể hiện độc tính đối với các loài săn mồi.

## Độc tính
Các loài trong chi Epicauta có độc tính cao đối với ngựa. Một vài con bọ cánh cứng có trong thức ăn của ngựa là cỏ linh lăng có thể gây ra cái chết. Chúng mang chất độc cantharidin.

## Phân loại

### Phân họ Eleticinae
Tông Derideini
- Anthicoxenus
- Deridea
- Iselma
- Iselmeletica

Tông Morphozonitini
- Ceriselma
- Morphozonitis
- Steniselma

Tông Eleticini
- Eletica

Tông Spasticini
- Eospasta
- Protomeloe
- Spastica
- Xenospasta

### Phân họ Meloinae

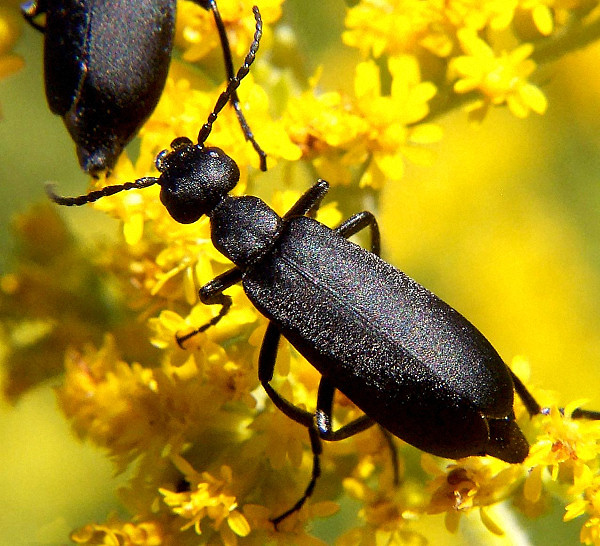
Epicauta pennsylvanica

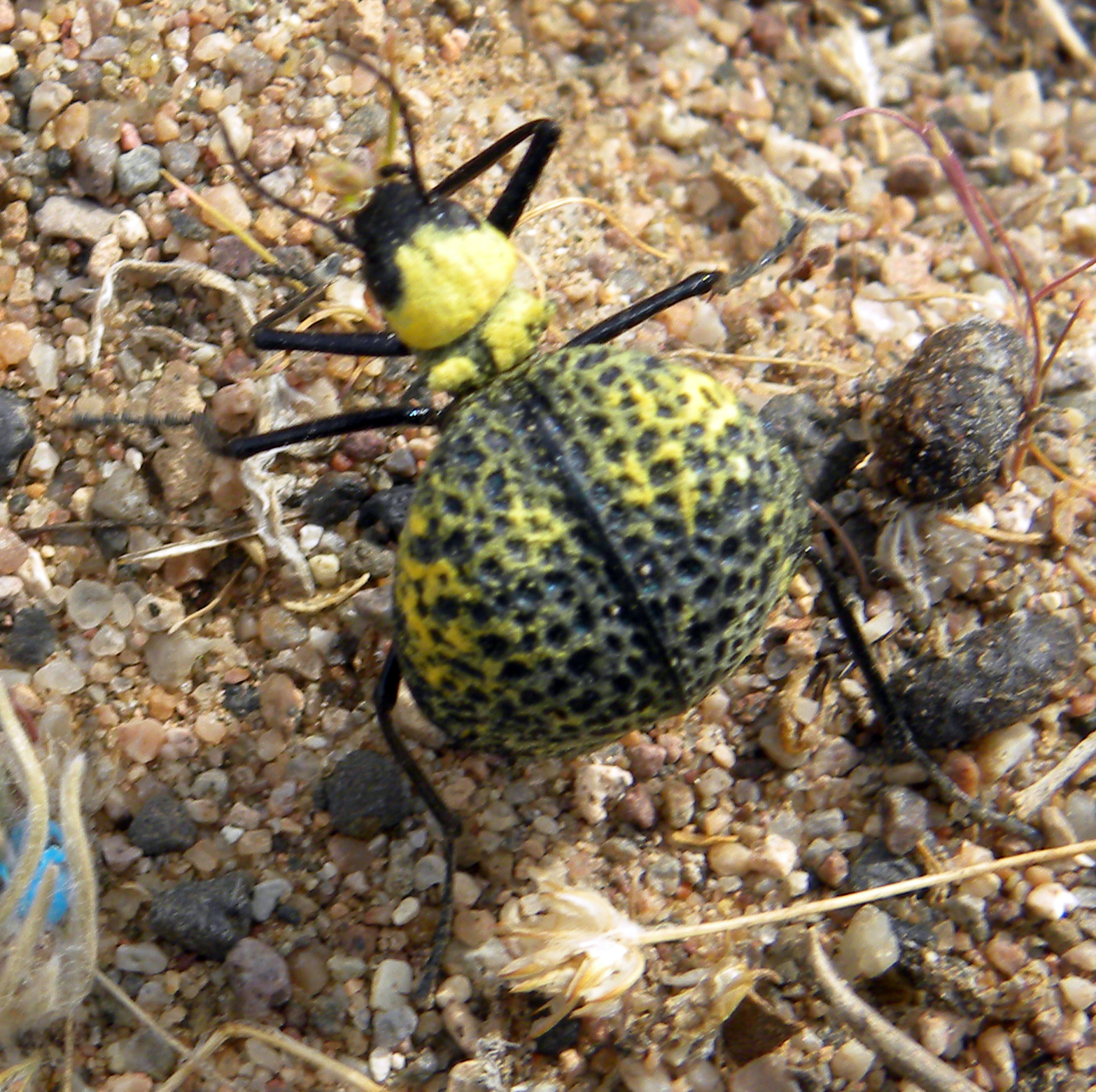
Cysteodemus armatus gần Amboy Crater, sa mạc Mojave, California. Màu vàng là do phấn hoa.

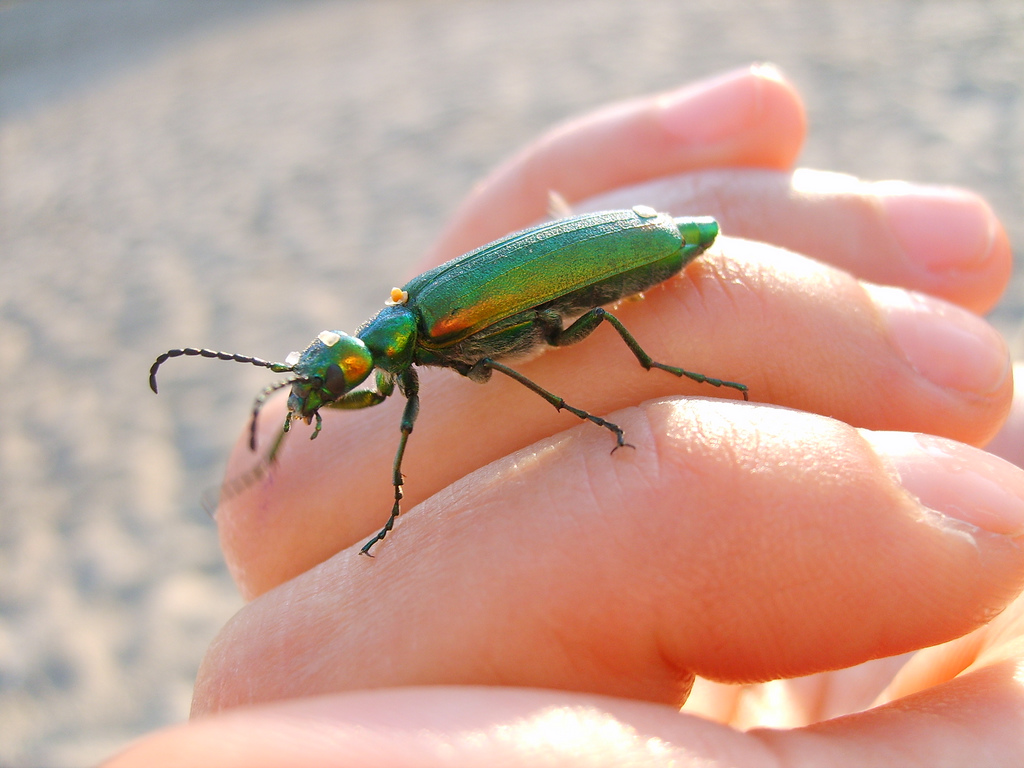
Ruồi Tây Ban Nha có thể được xử lý một cách an toàn, miễn là con vật không giật mình và di chuyển tự do. Nếu không, ngộ độc có thể xảy ra.

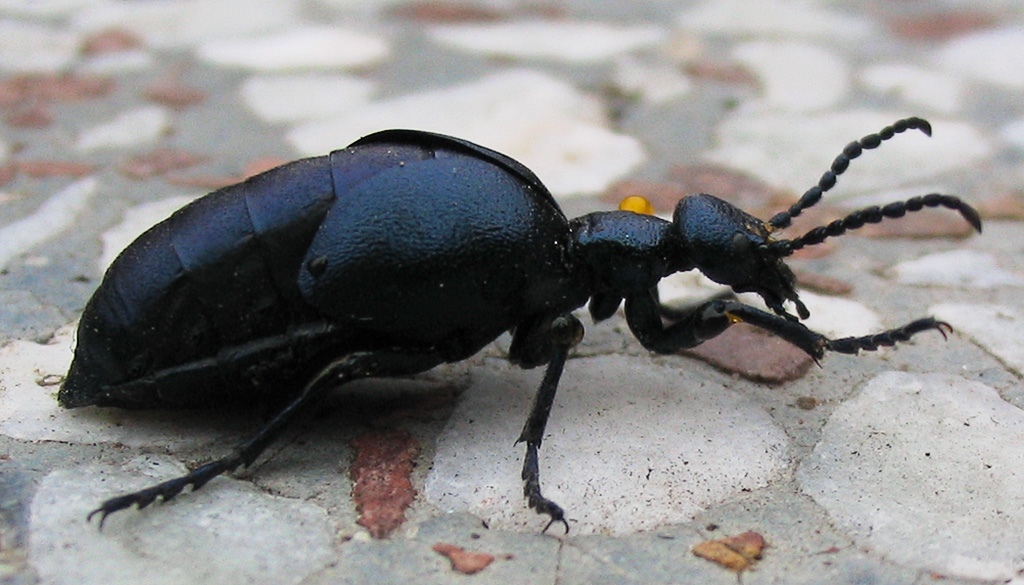
Meloe violaceus. Chú ý giọt chất lỏng màu cam bảo vệ trên ngực

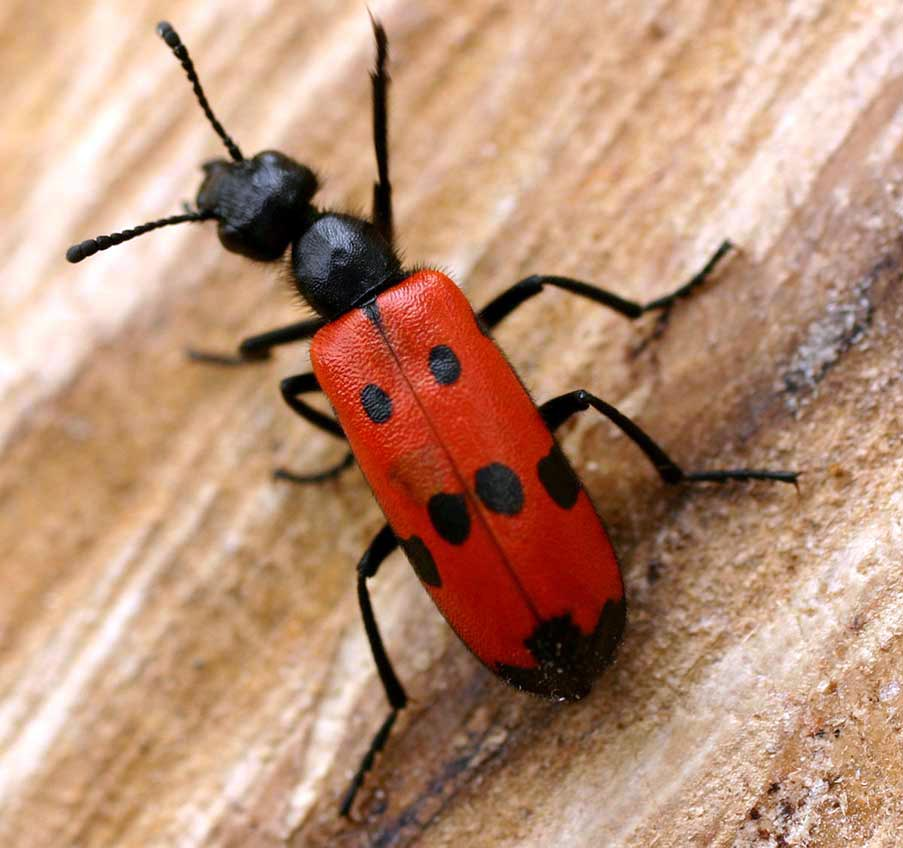
Mylabris quadripunctata

Tông Cerocomini
- Anisarthrocera
- Cerocoma
- Diaphorocera
- Rhampholyssa
- Rhampholyssodes

Tông Epicautini
- Denierella
- Epicauta
- Linsleya
- Psalydolytta

Tông Eupomphini
- Cordylospasta
- Cysteodemus
- Eupompha
- Megetra
- Phodaga
- Pleropasta
- Tegrodera

Tông Lyttini
- Acrolytta
- Afrolytta
- Alosimus
- Berberomeloe
- Cabalia
- Dictyolytta
- Eolydus
- Epispasta
- Lagorina
- Lydomorphus
- Lydulus
- Lydus
- Lytta
- Lyttolydulus
- Lyttonyx
- Megalytta
- Muzimes
- Oenas
- Parameloe
- Paroenas
- Physomeloe
- Prionotolytta
- Prolytta
- Pseudosybaris
- Sybaris
- Teratolytta
- Tetraolytta
- Trichomeloe

Tông Meloini
- Cyaneolytta
- Lyttomeloe
- Meloe
- Spastomeloe
- Spastonyx

Tông Mylabrini
- Actenodia
- Ceroctis
- Croscherichia
- Hycleus
- Lydoceras
- Mimesthes
- Mylabris
- Paractenodia
- Pseudabris
- Semenovilia
- Xanthabris

Tông Pyrotini
- Bokermannia
- Brasiliota
- Denierota
- Glaphyrolytta
- Lyttamorpha
- Picnoseus
- Pseudopyrota
- Pyrota
- Wagneronota

Chi incertae sedis
- Australytta
- Calydus
- Gynapteryx
- Oreomeloe
- Pseudomeloe

### Phân họ Nemognathinae

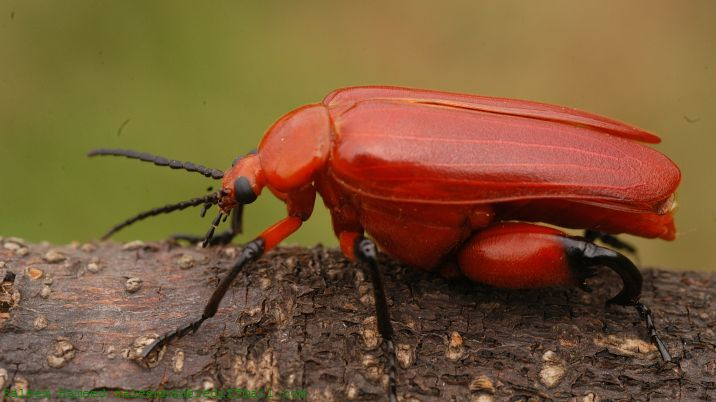
Horia sp. từ Bannerghatta (Bangalore, Ấn Độ)

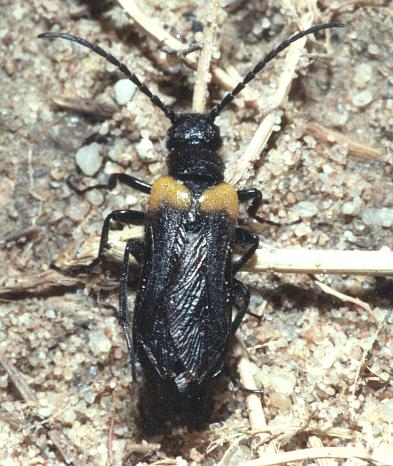
Sitaris muralis

Tông Horiini
- Cissites
- Horia
- Synhoria

Tông Nemognathini
- Cochliophorus
- Euzonitis
- Gnathium
- Gnathonemula
- Leptopalpus
- Megatrachelus
- Nemognatha
- Palaestra
- Palaestrida
- Pseudozonitis
- Rhyphonemognatha
- Stenodera
- Zonitis
- Zonitodema
- Zonitolytta
- Zonitomorpha
- Zonitoschema

Tông Sitarini
- Allendeselazaria
- Apalus
- Ctenopus
- Glasunovia
- Nyadatus
- Sitaris
- Sitarobrachys
- Stenoria

Chi incertae sedis
- Hornia
- Onyctenus
- Sitaromorpha
- Tricrania

### Phân họ Tetraonycinae
Tông Tetraonycini'
- Meloetyphlus
- Opiomeloe
- Tetraonyx